# Ewangelina
Ewangelina – imię żeńskie pochodzenia greckiego. Powstało ze złożenia ευ - „dobry” oraz αγγελμα (angelma) - „wiadomość, wieść, przesłanie” i oznacza „dobra nowina”. 
W Polsce imię rzadkie. W styczniu 2025 r. w rejestrze PESEL wykazano 28 kobiet o imieniu Ewangelina, 85 kobiet o imieniu Evangelina oraz 54 – Evangeline, nadanym jako imię pierwsze. 
Kobiety o imieniu Ewangelina:
- Evangelina Guerrero (1904–1949) – filipińska poetka, pisarka i dziennikarka
- Evangeline Lilly – amerykańska aktorka.